# Mussurana bicolor
Mussurana bicolor es una especie de serpiente de la familia Colubridae. Es endémica de América del sur.

## Distribución geográfica
M. bicolor se encuentra en Argentina, sur de Brasil, Paraguay y Perú.

## Descripción
Puede alcanzar una longitud total máxima de 0, 99 metros (incluida la cola). Los adultos son de color gris o marrón, o marrón dorsalmente, y marfil ventralmente. Los juveniles son de color rojo ladrillo en el dorso, con una raya vertebral negra.

## Reproducción
M. bicolor es ovípara.